# Peter Gromer (Fußballspieler)
Peter Gromer (* 8. Dezember 1955 in Eislingen) ist ein ehemaliger deutscher Fußballspieler und -trainer.

## Karriere

### Spieler
Aus der Jugendmannschaft des 1. FC Eislingen hervorgegangen, kam Gromer als Abwehrspieler in der Saison 1976/77 für den 1. Göppinger SV in der 1. Amateurliga Nordwürttemberg zum Einsatz und wechselte zur Saison 1977/78 zum Ligakonkurrenten 1. FC Eislingen.
Gromer kam als Abwehrspieler in der Saison 1976/77 für den 1. Göppinger SV in der 1. Amateurliga Nordwürttemberg zum Einsatz und wechselte zur Saison 1977/78 zum Ligakonkurrenten 1. FC Eislingen.
Eine Saison später gehörte er den Stuttgarter Kickers an, für die er in der seinerzeit zweigleisigen 2. Bundesliga elf Punktspiele bestritt. Er debütierte am 9. September 1978 (7. Spieltag) beim 4:1-Sieg im Heimspiel gegen den FC Augsburg mit Einwechslung für Hans-Jürgen Voise in der 88. Minute. In seiner zweiten Saison für die Stuttgarter Kickers, für die er allerdings nur die Hinrunde bestritt, spielte er viermal.
Im Januar 1980 nach Eislingen/Fils zurückgekehrt, spielte er erneut für den dort ansässigen 1. FC Eislingen – die Rückrunde in der seinerzeit fünftklassigen Oberliga Baden-Württemberg, aus der er mit seiner Mannschaft in der Folgesaison in die Verbandsliga Württemberg absteigen musste. Nach einer Saison in dieser Spielklasse wechselte er zum Spielklassen-Neuling TSB Schwäbisch Gmünd, für den er zwei Saisons lang aktiv war.
In der Oberliga Baden-Württemberg kam er noch einmal in der Saison 1984/85 zum Einsatz, doch sein Verein, zum zweiten Mal der 1. Göppinger SV, stieg als Vorletzter von 18 Mannschaften in die Verbandsliga Württemberg ab. Als Spielertrainer war er anschließend für den TB Neckarhausen eine Saison lang aktiv.

### Trainer
Es folgten zwei Jahre Trainertätigkeit für die Jugendmannschaft des 1. Göppinger SV und vier für die des 1. FC Eislingen. Von 1995 bis 1998 war er verantwortlich für das Training der ersten Mannschaft des 1. Göppinger SV und von 1999 bis 2001 für die Fußballabteilung des in Bad Boll ansässigen Mehrspartenvereins. In der Saison 2000/01 war er zwischenzeitlich als Co-Trainer des in Großbettlingen ansässigen Mehrspartenvereins, von 2002 bis 2003 für den in Dürnau beheimateten Gesangs- und Sportverein und zuletzt bis 2005 für den 1. Göppinger SV in der Bezirksliga, der achthöchsten Spielklasse, tätig.

## Sonstiges
Sein Vater Werner (1929–1995) war ebenfalls als Fußballspieler in den 1950er Jahren für die Stuttgarter Kickers in der Oberliga Süd aktiv.